# パンノニア平原

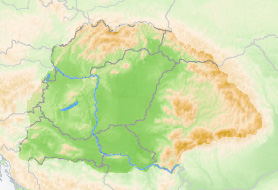
パンノニア平原の地形図に現在の国境を入れた図

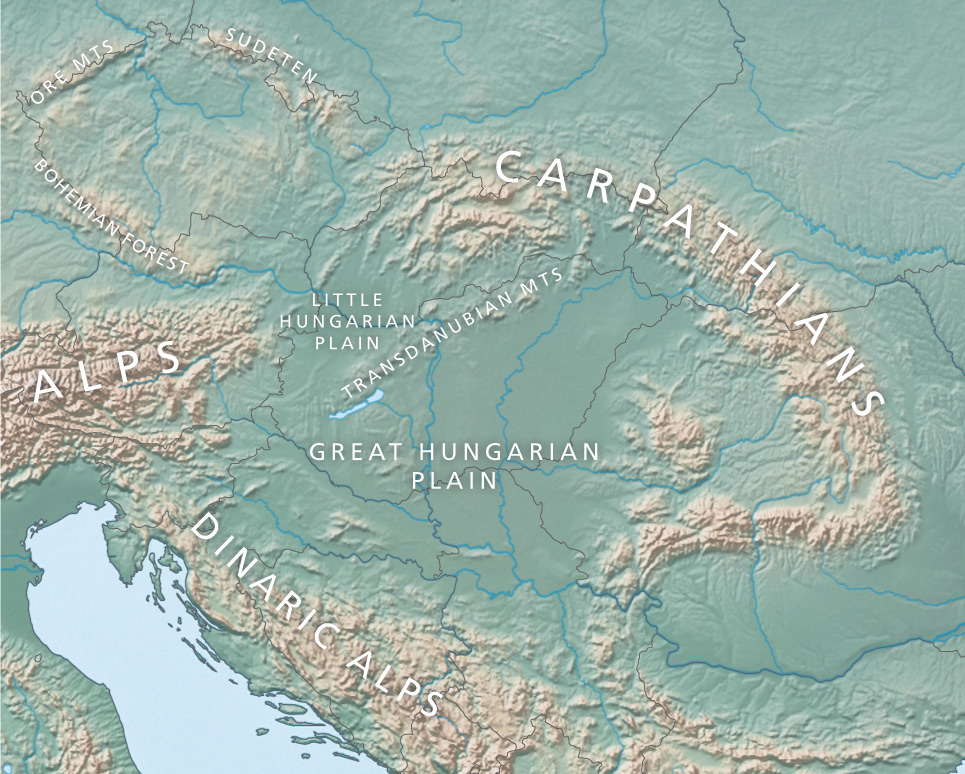
東から北に屈曲するカルパチア山脈、西にアルプス山脈、南にディナル・アルプス山脈

パンノニア平原（パンノニアへいげん）は、カルパチア山脈・アルプス山脈・ディナル・アルプス山脈の尾根に囲まれた、中央ヨーロッパに存在する平原である。現在のハンガリーとスロヴァキアの全領域とオーストリア、 ボスニア・ヘルツェゴビナ、チェコ、クロアチア、ルーマニア、セルビア、スロヴェニア、ウクライナの一部を含む。ドナウ川中流域のほとんどを含む。

## 概要
北部と東部が山岳地帯であり、中央部がハンガリー大平原、西部が丘陵地帯のドゥナーントゥール地方（古代ローマのパンノニア皇帝属州）である。ドイツ語ではPannonische Tiefebeneまたは、Pannonisches Becken、スロヴァキア語ではPanónska panvaまたはPanónska nížina、ルーマニア語ではCâmpia Panonică、英語ではPannonian Plain と言う。
地形的には盆地であり、カルパチア盆地あるいはハンガリー盆地ともいうが、パンノニアという地域名は現在のハンガリーのドナウ川西岸、すなわちドゥナーントゥール地方の古称であり、実際のカルパチア盆地の西南部、全体の4分の1程度の地域しか指していないため、パンノニア平原をカルパチア盆地全体の呼称とするのは不適切だとの考え方もある。
カルパチア盆地は、ハンガリー語では Kárpát-medence[ˈkɑ̈ːrpɑ̈ːtˌmɛdent͡sɛ]（カールパート・メデンツェ）、ドイツ語ではKarpatenbecken [kaʀˈpaːtnˌbɛkn]（カルパーテンベッケン）、スロヴァキア語ではKarpatská kotlina [ˈkarpatskaːˌkotlina]（カルパトスカー・コトリナ）、ルーマニア語ではBazinul Carpați [bazinul.karˈpat͡sʲ]（バジヌル・カルパツィ）、英語ではCarpathian Basin [kɑːˈpeɪ̯θiən.ˈbeɪ̯sən]（カーペイシャン・ベイスン）と呼ばれる。
約1000万年前から約60万年前まではパンノニア海と呼ばれる浅海を形成しており、地盤は厚い海底堆積物の層である。

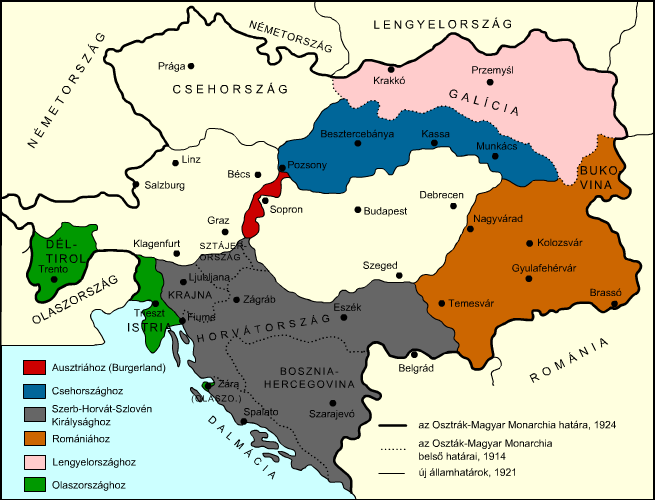
1920年のハンガリー王国の領土の分割（トリアノン講和条約）

1920年のトリアノン条約によるハンガリー王国解体までは、ほぼハンガリー王国の領域と重なっていたためハンガリーではハンガリーから領土の割譲を受けた継承国を刺激しないために専ら「歴史的ハンガリー」(történelmi Magyarország [ˈtörte̝ːnɛlmiˌmɒɟɒrorsɑ̈ːɡ])、すなわち旧「ハンガリー王国」(Magyar Királyság [ˈmɒɟɒrˌkirɑ̈ːjʃɑ̈ːɡ])、「ハンガリー聖冠諸邦」(A Magyar Szent Korona Országai [ɒˈmɒɟɒrˌsɛnːt.koronɒˈorsɑ̈ːɡɒi])、「大ハンガリー」(Nagy-Magyarország [ˈnɒɟˌmɒɟɒrorsɑ̈ːɡ]) の版図を指す場合の婉曲用法として使われることが多い。

## ギャラリー

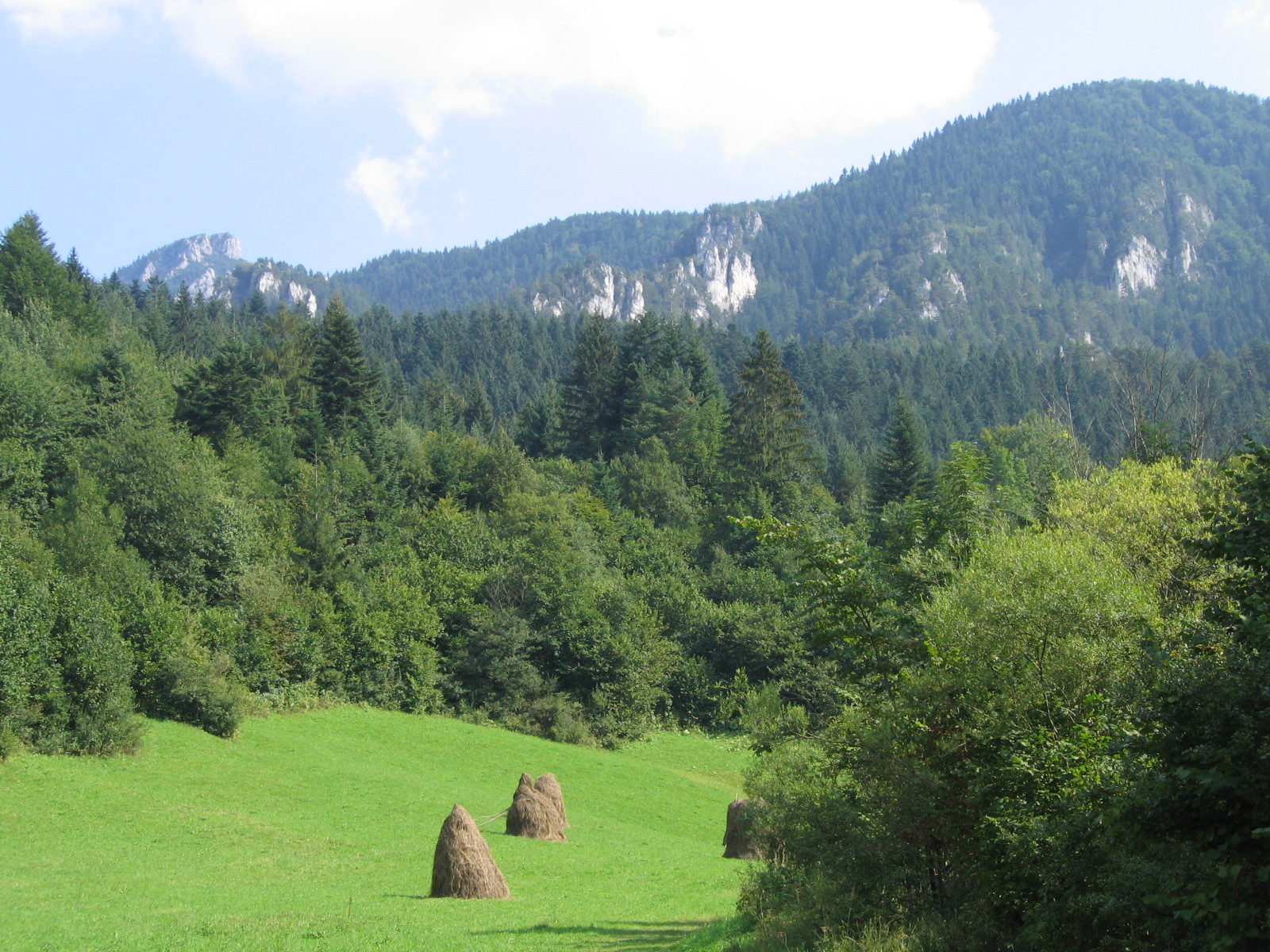
小ファトラ山地 (ファトラ・タトラ山地)のヴラートナ渓谷 (Vrátna dolina)
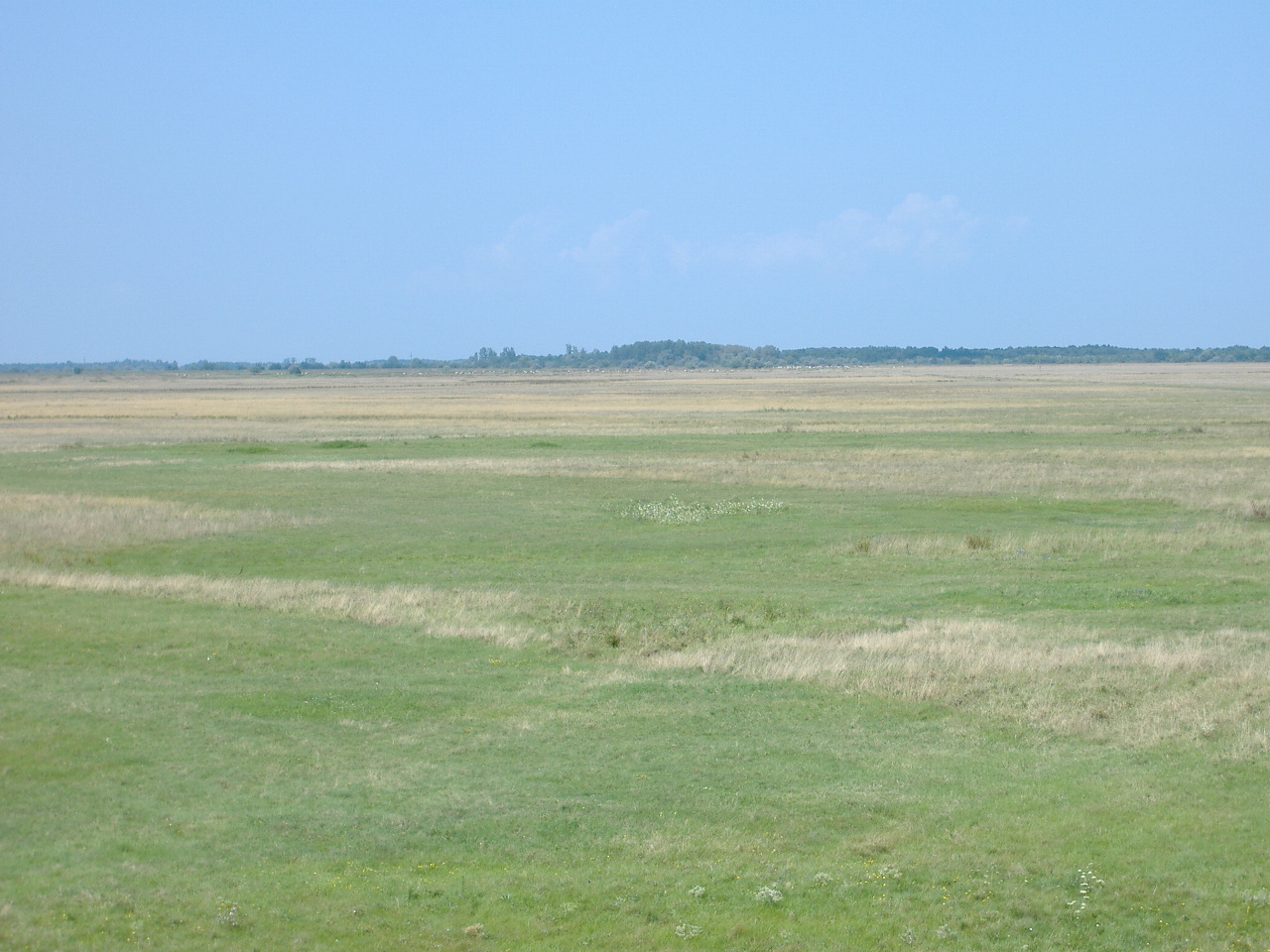
ホルトバージのプスタ（ティサーントゥール地方）